# Шапокляк

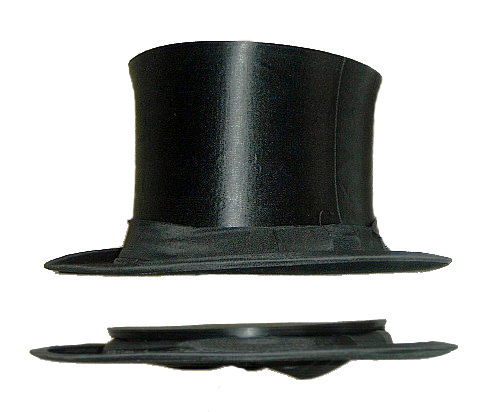
Шапокляк (внизу в сложенном виде)

Шапокля́к (фр. chapeau claque, от chapeau [шапо] — шляпа и claque [кляк] — шлепок, удар ладонью) — мужской головной убор, разновидность цилиндра, отличающийся тем, что его можно было компактно складывать.

## История
Идея складного цилиндра, по некоторым предположениям, возникла по аналогии со складными треуголками конца XVIII века, которые было принято в сложенном виде держать под мышкой. Изобретателем шапокляка считается французский шляпник Антуан Жибюс (фр. Antoine Gibus). Первые образцы складного цилиндра начали продаваться в Париже и Лондоне в середине 1820-х гг. и, как указывает Р. М. Кирсанова, уже к 1829 г. дошли до России, но именно Жибюс-старший в 1834 г. получил во Франции первый патент на «шляпу складного типа в вертикальном направлении» (фр. un chapeau à forme pliante dans le sens perpendiculaire). Множество технических усовершенствований в конструкцию шапокляка внёс его младший брат Габриэль Жибюс, получивший более 30 патентов в этой области и в 1857 г. открывший целую фабрику по производству шляп в Пуасси под Парижем. Благодаря этому вторым названием шапокляка было «жибюс».
Расположенный внутри цилиндра механизм позволял складывать шапокляк в вертикальном направлении. Чтобы сложить его, достаточно было ударить ладонью по её верху. В помещении шапокляк держали сложенным и носили под мышкой; особенное практическое удобство складная шляпа предоставляла в общественных местах, в том числе в театре, где полноразмерный цилиндр приходилось сдавать в гардероб или класть на пол.
Уже к середине 1840-х гг. шапокляк стал характерной приметой модников — это отражено, например, в «Книге снобов» У. М. Теккерея, один из персонажей которой «знает всех и каждого и может рассказать историю о ком угодно; и, шествуя домой, в свою квартиру на Джермин-стрит, в шапокляке и лакированных туфлях, думает, что он первый из светских молодых людей в городе» (пер. Н. Дарузес). 

После Первой мировой войны шапокляк, как и цилиндр, вышел из употребления.